# Wells Saddle
Der Wells Saddle ist ein breiter und verschneiter Bergsattel im westantarktischen Marie-Byrd-Land. In der Flood Range liegt er zwischen Mount Berlin und Mount Moulton.
Erste Luftaufnahmen entstanden 1940 bei der United States Antarctic Service Expedition (1939–1941). Der United States Geological Survey kartierte ihn anhand eigener Vermessungen und Luftaufnahmen der United States Navy aus den Jahren von 1959 bis 1966. Das Advisory Committee on Antarctic Names benannte den Bergsattel 1974 nach James H. Wells, einem Mitglied der Mannschaft, die zwischen 1971 und 1972 im Rahmen des United States Antarctic Research Program die Bewegungsdynamik des antarktischen Eisschilds im Gebiet nordöstlich der Byrd-Station untersucht hatte.